# 湘南乃風〜Riders High〜
湘南乃風〜Riders High〜（しょうなんのかぜ・ライダーズ・ハイ）は、2006年8月30日に発売された湘南乃風の3作目のアルバム。

## 概要
- 2004年に発売された『湘南乃風〜ラガパレード〜』から2年ぶりとなった。
- 先行シングル「純恋歌」の大ヒットもあって、今作で初のオリコンアルバムチャート1位を獲得した。
- 前2作はメンバーのソロ曲が多く収録されていたが、今作は4曲と前2作より少ない。

## 収録曲
1. Intro
2. Riders High
（作詞・作曲・編曲:湘南乃風）
アルバムのサブタイトルにもなっている楽曲。
3. OH YEAH
（作詞・作曲・編曲:湘南乃風）
「SUNSET THE PLATINUM SOUND PRODUCTION PRESENTS “CONCRETE”」収録。
4. いつも誰かのせいにしてばっかりだった俺
（作詞・作曲・編曲:湘南乃風）
本作のリードトラック曲。
2006年のツアーのタイトルにもなっている。
5. 純恋歌
（作詞・作曲・編曲:湘南乃風）
5thシングル。
6. サンクチュアリ
（作詞・作曲:HAN-KUN / 編曲:HAN-KUN、湘南乃風）
HAN-KUNのソロ楽曲。
7. JUMP AROUND
（作詞・作曲・編曲:湘南乃風）
5thシングルのカップリング曲。
8. 晴れ波とSong
（作詞・作曲:RED RICE / 編曲:TAKA、RED RICE、湘南乃風）
RED RICEのソロ楽曲。
9. Happy Today feat. MINMI
（作詞・作曲:湘南乃風、MINMI / 編曲:湘南乃風）
MINMIが参加した曲。
10. 犬の唄
（作詞・作曲:若旦那 / 編曲:若旦那、SONPUB、湘南乃風）
若旦那のソロ楽曲。
11. ワンルーム
（作詞・作曲:SHOCK EYE / 編曲:SHOCK EYE、TAKA、湘南乃風）
SHOCK EYEのソロ楽曲。
12. カラス
（作詞・作曲・編曲:湘南乃風）
3rdシングル
13. 覇王樹
（作詞・作曲・編曲:湘南乃風）
4thシングル
14. See you again
（作詞・作曲・編曲:湘南乃風）

## 参加ミュージシャン
いつも誰かのせいにしてばっかりだった俺
- CHICA（ストリングスアレンジ・ヴァイオリン）
- Yu Sugino（ヴァイオリン）
- Aiko Hosokawa（ヴィオラ）
- Yoshihiko Maeda（セロ）
- Masato Ishinari（ギター）

純恋歌
- Taiki（ピアノ）
- CHICA（ストリングスアレンジ・ヴァイオリン）
- Hiroki Muto（ヴァイオリン）
- Aiko Hosokawa（ヴィオラ）
- Masayo Inoue（セロ）
- Atsushi "TAKA" Takano（ギター・ベース）

JUMP AROUND
- Yoshitaka Ishigaki（プログラミング）

晴れ波とSong
- Mikey（キーボード）
- CHINO&CHIKA A.K.A You want me（コーラス）

カラス
- Norippe（ストリングスアレンジ）
- Ittetsu Gen Quartet（ストリングス）
- Ittetsu Gen（ヴァイオリン）
- Takuya Mori（ヴァイオリン）
- Alterd Manabe（ヴィオラ）
- Norippe（セロ）
- Atsushi "TAKA" Takano（ギター・ベース）

覇王樹
- Syutaro "TGMX" Tagami（トランペット）
- NARI（アルト・テナーサックス）
- Hitoshi "MUTSUAI" Fushimi from Wack Wack Rhythm Band（トロンボーン）
- Tadashi Tomimura (SLY MONGOOSE / SUPER TRASH)（パーカッション）
- Atsushi "TAKA" Takano（ギター・ベース・サブアレンジ）